# Untere Mühle (Nörvenich)

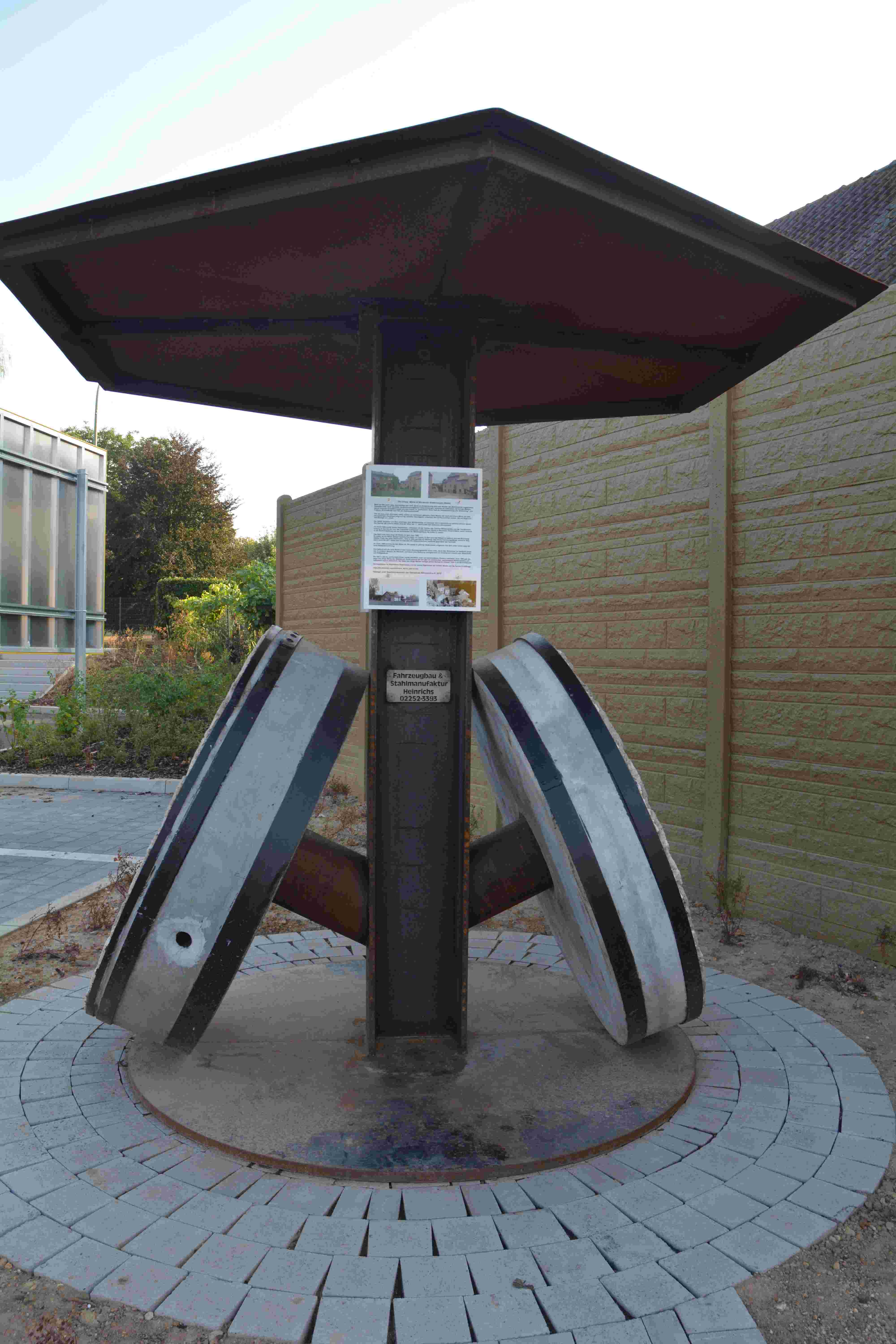
Mühlendenkmal Nörvenich

Die Untere Mühle stand in Nörvenich im Kreis Düren in der Nähe des Neffelbaches an einem ehemaligen, davon abzweigenden Mühlengraben im Kastanienweg. Sie wurde im Volksmund auch Badenheuers Mühle genannt.

## Geschichte
Die Mühle hatte ein unterschlächtiges Wasserrad und einen Mahlgang. Es war eine Getreidemahlmühle. Der Besitzer, Reinhard Badenheuer aus Nörvenich, erweiterte die Mühle zwischen 1820 und 1830 auf zwei Mahlgänge und errichtete zusätzlich eine Gerstenschäle.
Weithin sichtbar waren die Initialen des Besitzers (RB) auf dem Dach des Mühlengebäudes. Im Inneren waren noch alle Einrichtungen vorhanden. Der Mühlengraben wurde vor vielen Jahren verfüllt.
2016 wurde beschlossen sämtliche Gebäude abzureißen, um dort der Ansiedlung einer ortsnahen Versorgung in Form eines Lebensmitteldiscounters Rechnung zu tragen. Die Gebäude wurden im September/Oktober 2017 abgerissen.
Bei dem Abriss des Mühlengebäudes kamen Eichenpfähle aus dem 14. Jahrhundert zum Vorschein, die als Pfahlgründungen dienten und auf einen älteren Vorgängerbau schließen lassen.
Der Heimat- und Geschichtsverein der Gemeinde Nörvenich e. V. hat am 16. August 2018 am bisherigen Standort ein Denkmal aufgestellt.